# Ugglums kyrka

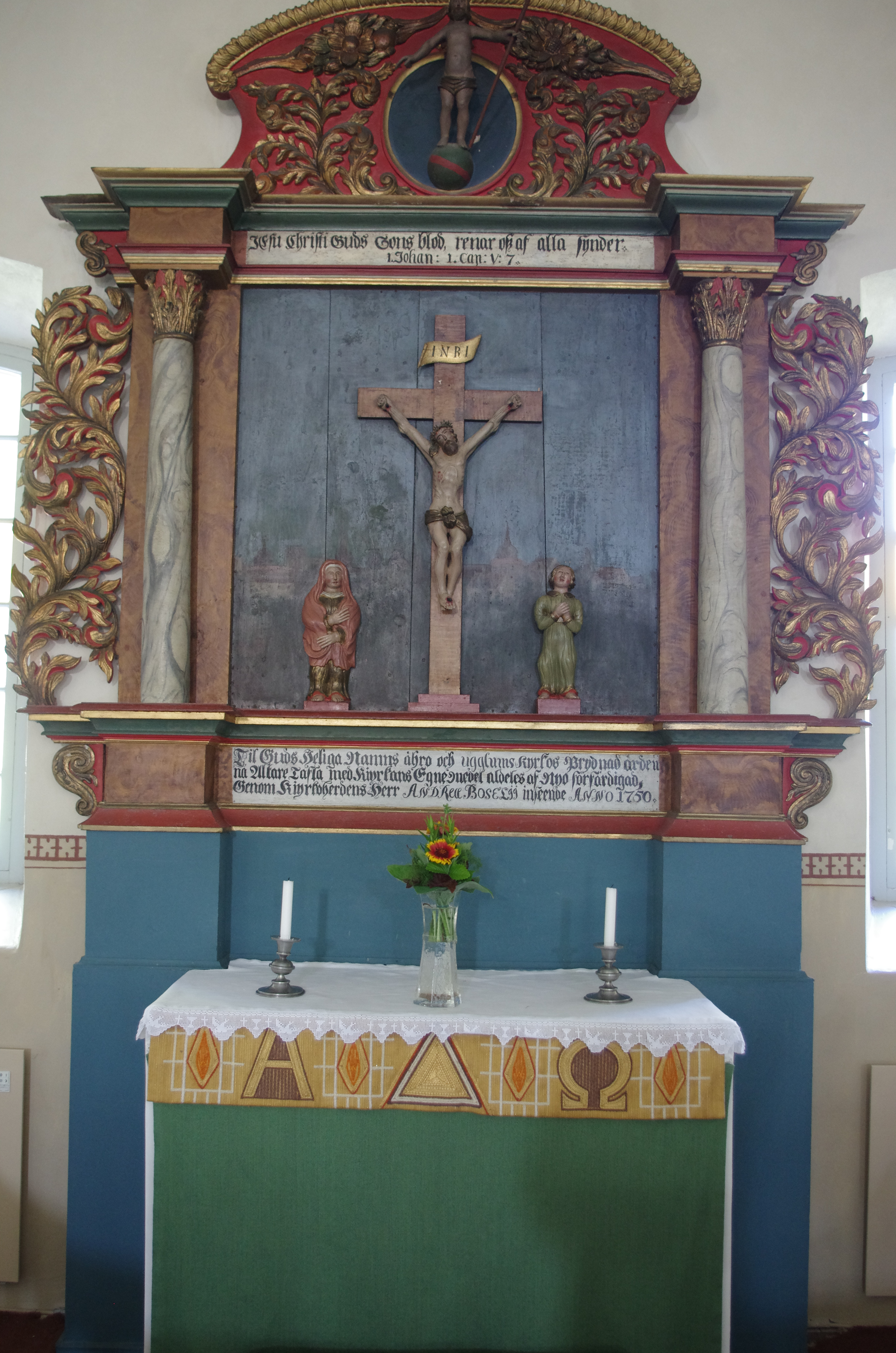
Altare

Ugglums kyrka är en kyrkobyggnad som tillhör Gudhems församling (före 2006 Ugglums församling) i Skara stift. Den ligger i norra delen av Falköpings kommun.

## Kyrkobyggnaden
Kyrkan från 1100-talet är uppförd av sandsten i äldre romansk stil. Under det nordiska sjuårskriget på 1560-talet utsattes kyrkan för en dansk påhälsning och kulhålen finns fortfarande kvar i kyrkporten. Prästen Herr Erik och byborna visade stort mod och lyckades försvara kyrkan. Lejonet på vindflöjeln är en symbol för detta, medan Herr Erik själv ligger begravd under predikstolen.
Kyrkan genomgick en renovering år 1820 då kyrkan förlängdes, vapenhuset på södra sidan revs och en läktare anlades. Läktaren är numer riven. Även klockstapeln är från 1820. År 1914 och 1999 restaurerades kyrkan. Från 1100- och 1200-talen finns tre liljestenar och två runstenar (Vg 94 och Vg 95) bevarade. En av runstenarna har en latinsk inskription som bl.a. säger Haraldus me fecit d.v.s. "Harald gjorde mig". Runstenarna ingår nu i Historiska museets samling.

## Inventarier
- Altartavlan är från 1750.
- Predikstolen från 1714 är utförd av bildhuggaren Gustav Külman med skulpturer som visar Jesus och apostlarna Markus, Lukas och Johannes.
- Altarprydnaden med motivet Golgatascenen tillkom 1750.
- En tronande madonnaskulptur från slutet av 1400-talet utförd i ek. Höjd 125 cm. Förvaras i Statens historiska museum.[1]

## Bilder

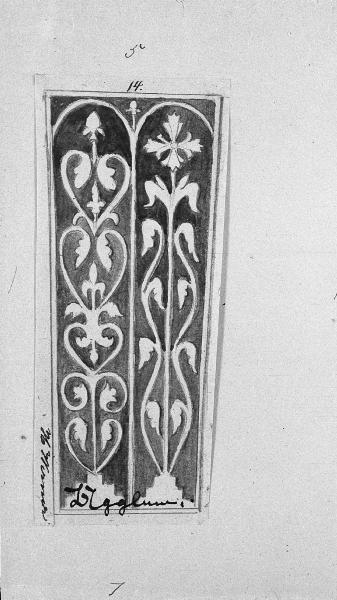
Teckning av liljesten, nu i Stockholm.
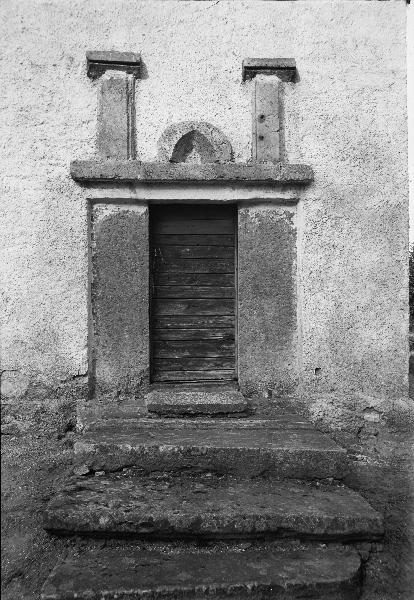
Sydportalen innan den murades igen. Dokumenterat av Sigurd Curman.
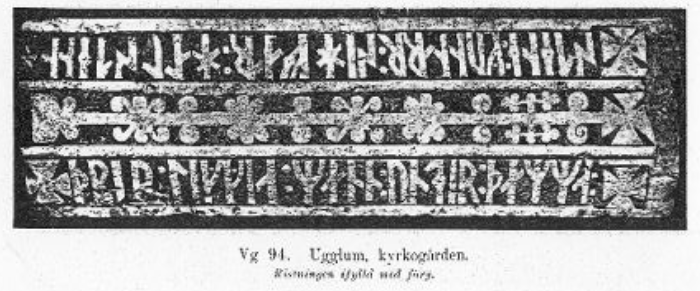
Vg 94 (SHM, Stockholm)
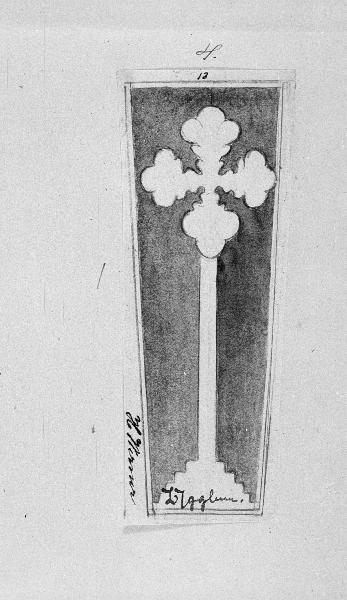
Gravsten/Korshäll
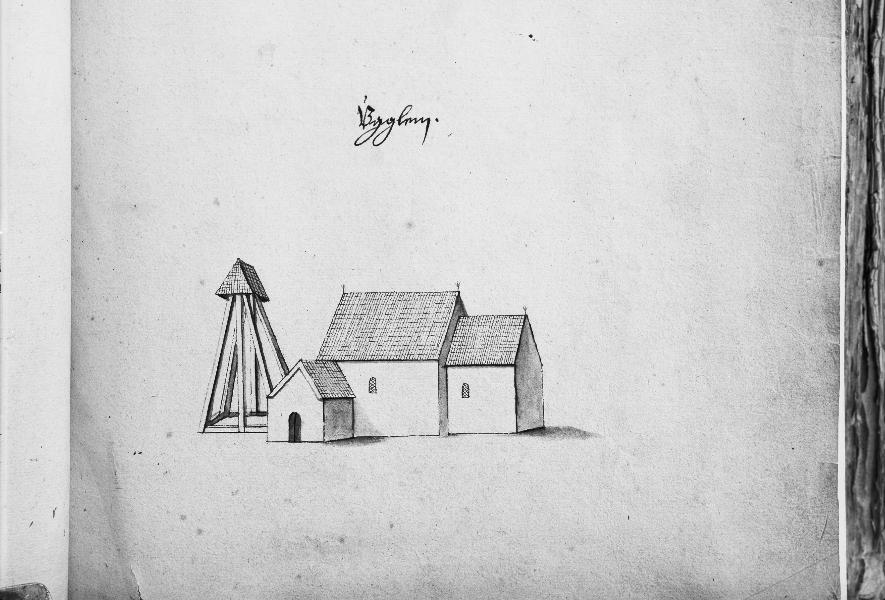
Kyrkan från söder i Peringskiölds Monumenta, ca 1670.
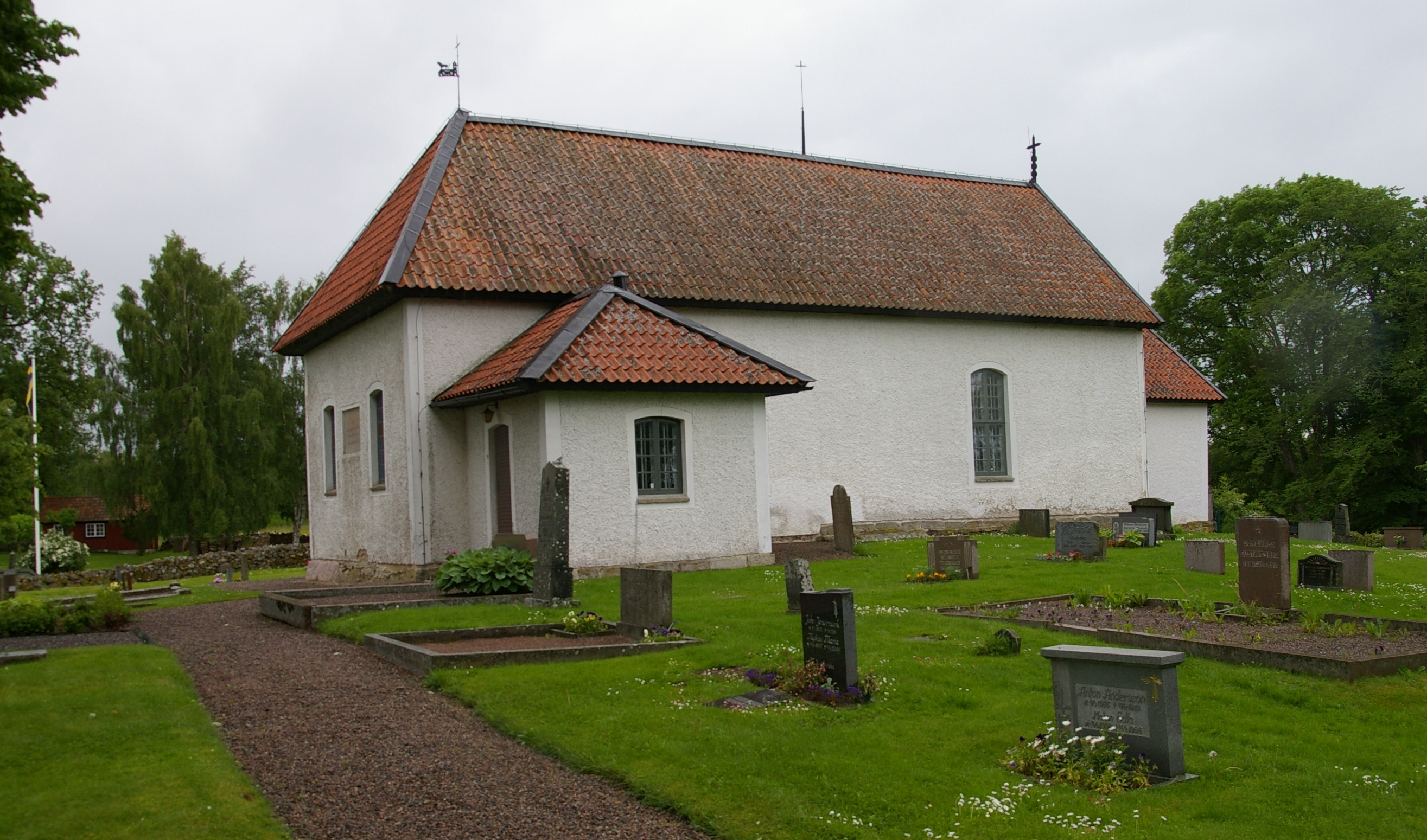